# Smilax ecirrhata
Smilax ecirrhata là một loài thực vật có hoa trong họ Smilacaceae. Loài này được (Engelm. ex Kunth) S.Watson miêu tả khoa học đầu tiên năm 1890.